# ان‌جی‌کی
ان‌جی‌کی (انگلیسی: NGK) مخفف Nihon Gaishi kabushikigaisha، شرکت خودروسازی است، که در سال ۱۹۳۶ تأسیس شد و در ناگویا، ژاپن مستقر است. NGK شمع ها و محصولات مرتبط برای موتورهای احتراق داخلی را به همراه سرامیک و محصولات قابل اجرا تولید و به فروش می رساند.

از مارس 2007، این شرکت 10407 نفر را استخدام کرده بود، و شبکه ای از 7 دفتر رابط، 12 دفتر فروش، 13 سایت تولید و 2 مرکز فنی در سراسر جهان را اداره می کرد.  NGK Spark Plugs به عنوان اسپین آف بخش شمع جرقه NGK Insulators تاسیس شد. در اصل ، NGK بیشتر محصولات خود را به خودروسازان ژاپنی عرضه می کرد.

در سال 2018 این شرکت سهامدار شرکت داده های پس از فروش TecAlliance شد. 